# Kurt Lichtenstein
Kurt Lichtenstein (* 1. Dezember 1911 in Berlin; † 12. Oktober 1961 in Klötze) war ein deutscher Kommunist, Widerstandskämpfer gegen den Nationalsozialismus sowie Landtagsabgeordneter und wurde von Grenztruppen der DDR erschossen, weil er die innerdeutsche Grenze übertrat, um mit Landarbeitern zu sprechen. Lichtenstein befand sich als Journalist seit drei Tagen auf einer Reportagereise entlang der Grenze, die ihn von Norden nach Süden führte. Am 12. Oktober 1961 hielt er sich zwischen Zicherie und Kaiserwinkel nordöstlich von Wolfsburg in Niedersachsen auf.
Lichtenstein war der erste Mensch, der an der innerdeutschen Grenze seit Errichtung der Berliner Mauer im August 1961 erschossen wurde. Die Tötung wurde 1997 in einem Strafprozess gerichtlich aufgearbeitet. Dabei wurden die beiden angeklagten Todesschützen vom Vorwurf des Totschlags freigesprochen. Seit dem Vorfall 1961 gab es Spekulationen, wonach Lichtenstein als abtrünniger Kommunist und Verräter gezielt liquidiert worden sei. Nach dieser These könne die Weisung durch Repräsentanten der höchsten SED-Ebene ergangen sein, mit denen Lichtenstein seit den 1930er Jahren persönlich bekannt war.

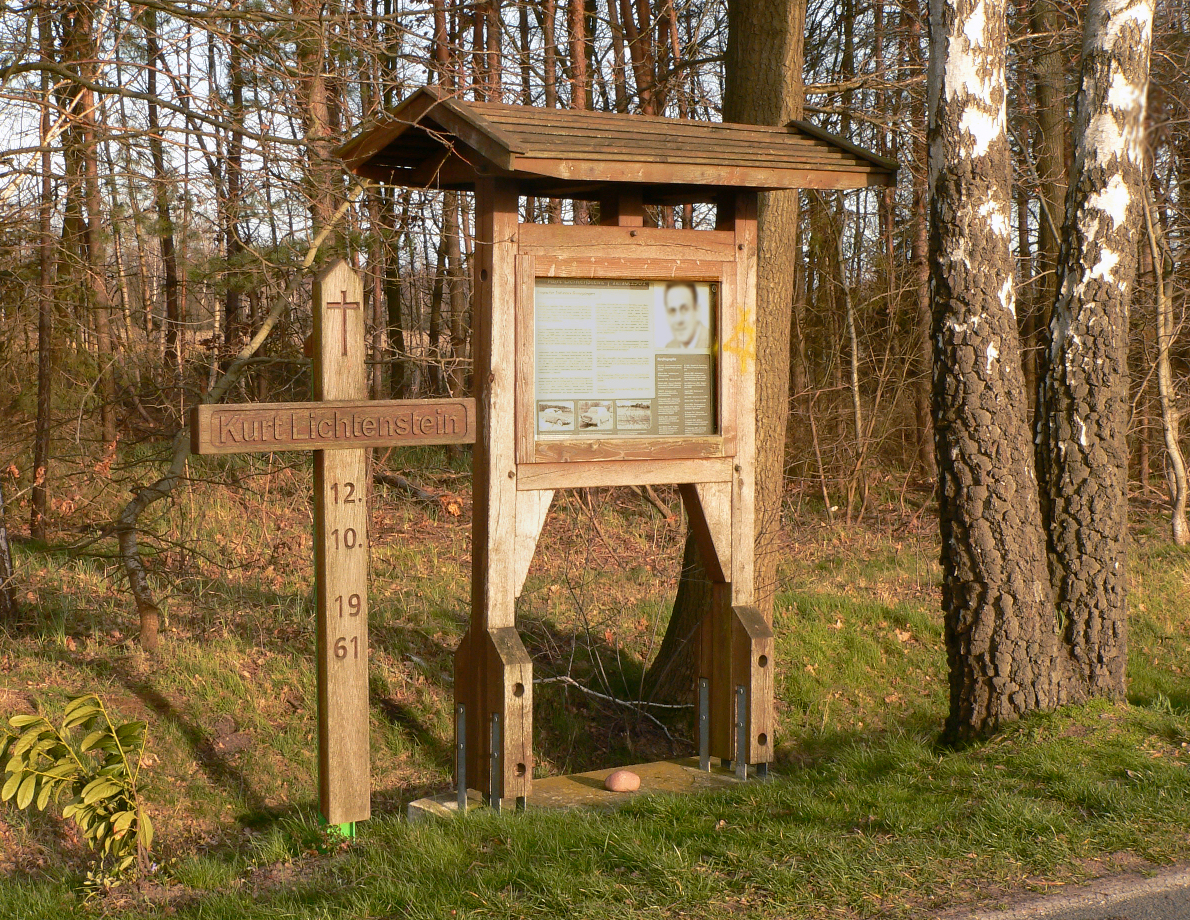
Gedenkstätte an der Kreisstraße 85 südlich von Zicherie für den hier 1961 angeschossenen Kurt Lichtenstein

## Leben
Kurt Lichtenstein war Sohn des jüdischen Kaufmanns und Schuhmachers Georg Lichtenstein und seiner Ehefrau, der Arbeiterin Henriette Lichtenstein, geborene Haase. Er wuchs in Berlin im Bezirk Prenzlauer Berg auf, wo er die Volksschule und später die Realschule besuchte. Die Realschule verließ er zum Geldverdienen, wobei er als Laufjunge eines Bekleidungsgeschäftes arbeitete. Später absolvierte er eine Ausbildung als Werkzeugmacher, war aber ab 1932 erwerbslos. 1933 emigrierte Lichtenstein aus Deutschland (siehe unter Politisches Leben). Seine Eltern ließen sich 1924 scheiden. Sie wurden mit Lichtensteins 1913 geborener Schwester Elfriede 1941 ins KZ Auschwitz deportiert und ermordet. Am 23. April 1946 heiratete Lichtenstein die KPD-Angehörige Gertrud Klapputh. Aus der Ehe gingen zwei Töchter hervor, die 1946 und 1948 geboren wurden. Des Weiteren hatte er einen Sohn mit einer Tochter von Stanislaw Trabalski. Beruflich war er den größten Teil seines Lebens journalistisch, anfangs für kommunistische, später für sozialdemokratische Presseorgane, tätig.

### Politisches Leben
Lichtenstein schloss sich 1928 im Alter von 17 Jahren dem Kommunistischen Jugendverband (KJVD) an und wurde 1931 Mitglied der Kommunistischen Partei Deutschlands (KPD). 1933 emigrierte er wegen seiner rassischen und politischen Verfolgung in Deutschland als Jude und Kommunist in die Sowjetunion. Nach einer kurzen politischen Ausbildung wurde er beim KJVD im damals autonomen Saargebiet eingesetzt. Aus dieser Zeit kannte er persönlich Erich Honecker. Nach dem Anschluss des Saargebietes an das Deutsche Reich 1935 ging Lichtenstein nach Paris, wo er sich in kommunistischen Jugendverbänden engagierte. Während der Zeit seiner Tätigkeit für die KPD, teils in der Illegalität, trug er zum Schutz seiner Person unterschiedliche Decknamen. Darunter waren die Namen „Herbert“, „Lauterburg“, „Gaston Bergeaud“ und „Jules Bardier“.

#### Spanischer Bürgerkrieg und Zweiter Weltkrieg
Ende 1936 begab sich Lichtenstein nach Spanien, um als Freiwilliger in den Internationalen Brigaden am spanischen Bürgerkrieg teilzunehmen. Er diente bis 1937 im Thälmann-Bataillon innerhalb der XI. Internationalen Brigade, gleichzeitig mit dem späteren Minister für Staatssicherheit Erich Mielke  und wie dieser in der Funktion eines Politischen Kommissars. Zeitweise war er journalistisch tätig beim Zentralkomitee der Kommunistischen Partei Spaniens, wo er Herausgeber der deutschen Ausgabe der Brigadezeitung „Volontaire de la Liberté“ wurde sowie als Rundfunkkommentator bei einem republikanischen Sender. Bei den Kämpfen in der Ebroschlacht 1938 wurde er als Angehöriger der Maschinengewehr-Kompanie der 35. Division verwundet. In der Schlussphase des Krieges, ebenfalls 1938, degradierte man ihn nach dem Rückzug aus Belchite, wegen vermeintlicher „Feigheit vor dem Feind“. Die Degradierung wurde kurze Zeit danach aufgrund vieler Zeugenaussagen, u. a. von Walter Janka jedoch wieder aufgehoben.
Anfang Februar 1939 wurde Lichtenstein mit dem Gros der Inter-Brigaden zunächst im französischen Lager Saint-Cyprien, später in den Lagern Gurs und Argelès-sur-Mer interniert. Die Internierungszeit dauerte etwas mehr als zwei Jahre.
Nach Ende des Bürgerkriegs flüchtete Lichtenstein mit anderen Kämpfern der Internationalen Brigaden nach Frankreich. Mit Beginn des Zweiten Weltkriegs wurde er 1939, wie auch andere Deutsche, als feindlicher Ausländer vom französischen Staat interniert. Er war in Lagern in Südfrankreich untergebracht. Da eine Übergabe an die Gestapo durch das Vichy-Regime zu befürchten war, brach Lichtenstein aus dem Lager aus. Auf Weisung der Kommunistischen Partei schloss er sich in Toulouse der Résistance an. Ebenfalls im Parteiauftrag meldete er sich 1944 in Frankreich freiwillig als Fremdarbeiter und wurde nach Suhl in Thüringen geschickt. Unter falscher Identität, als französischer Staatsbürger Jules Bardier, arbeitete er offiziell in einem Unternehmen der Rüstungsindustrie als Werkzeugmacher, inoffiziell – jedoch wenig effizient – im Untergrund als Kommunist gegen das Hitlerregime. Zur Erklärung seiner guten Deutschkenntnisse benutzte er die Legende, dass er als Kind mehrere Jahre lang bei seinen deutschsprachigen Großeltern in Straßburg gelebt habe.
Beim Einmarsch der US-Armee Ostern 1945 wurde er den französischen Streitkräften übergeben. Man verdächtigte ihn, ein „faschistischer Agent“ zu sein, und er wurde in einem Lager bei Vichy interniert. Auf Intervention der Kommunistischen Partei Frankreichs kam er frei und ging nach Deutschland.

#### Nachkriegszeit
Nach dem Zweiten Weltkrieg baute Lichtenstein im Ruhrgebiet als führender Funktionär die KPD wieder neu mit auf. Beruflich war er als Journalist für verschiedene kommunistisch ausgerichtete Zeitungen tätig, darunter als Chefredakteur der Neuen Volkszeitung. Vom 20. April 1947 bis zum 17. Juni 1950 gehörte Kurt Lichtenstein als Abgeordneter der KPD, in der ersten Wahlperiode, dem Landtag Nordrhein-Westfalens an. Bei innerparteilichen Säuberungen 1950 fiel er im Zusammenhang mit dem Fall des KPD-Bundestagsabgeordneten Kurt Müller in Ungnade. 1953 wurde er nach einem dreijährigen Parteiverfahren und auf besonderes Drängen von Erich Mielke wegen 'parteifeindlicher Tätigkeit' ausgeschlossen und als Chefredakteur der Neuen Volkszeitung entlassen. Mehrere Jahre hielt er sich und seine Familie mit Gelegenheitsjobs über Wasser. Er wandte sich vom Kommunismus sowie der KPD ab und beantragte in einem Brief vom 21. Oktober 1958 an den SPD-Bezirk Westliches Westfalen in Dortmund die Aufnahme in die SPD. 1958 erhielt er eine Anstellung bei der in Dortmund erscheinenden und sozialdemokratisch ausgerichteten Westfälischen Rundschau.

#### Tödliche Reportagereise
Kurt Lichtenstein befand sich im Oktober 1961 im Auftrag seiner Zeitung auf einer Reportagereise entlang der innerdeutschen Grenze. Er wollte sie auf gesamter Länge bereisen, um zwei Monate nach dem Bau der Berliner Mauer über das Leben hier zu berichten. Lichtenstein startete mit seinem auffälligen roten Auto in Lübeck und befand sich nach drei Reisetagen am 12. Oktober 1961 nahe Wolfsburg in Niedersachsen. Gegen Mittag informierte er sich bei einem Grenzposten in Zicherie über den Grenzverlauf. Dann befuhr er mit seinem Auto die Kreisstraße 85, die entlang der Grenze führt, in Richtung Kaiserwinkel. Bei Kilometer 6,5 hielt er an, um mit Angehörigen einer LPG-Brigade auf DDR-Gebiet zu sprechen. Dazu überschritt er den flachen Grenzgraben und auch den geeggten, zehn Meter breiten Grenzkontrollstreifen. Zwei Grenzsoldaten, die die Bauern bewachten, riefen ihn an. Da Lichtenstein in Richtung Bundesrepublik zurücklief, schossen sie ihn mit Maschinenpistolen nieder. Er blieb im Grenzgraben liegen und soll nur zu einem Fünftel auf westlichem Gebiet gelegen haben. Daher transportierten die Grenzsoldaten den schwer verletzten Lichtenstein auf östliches Gebiet ab, ließen ihn aber zunächst liegen. Erst nach längerer Zeit wurde er in das Krankenhaus in Klötze eingeliefert, wo er nach kurzer Zeit starb. Sein Körper wurde ohne Einverständnis seiner Angehörigen eingeäschert. Die Urne mit den sterblichen Überresten erhielt seine Witwe per Post übersandt.
Im Oktober 1961 fand in Dortmund-Kemminghausen eine Trauerfeier statt. Als prominente Trauergäste nahmen daran unter anderem der Bundesminister für gesamtdeutsche Fragen Ernst Lemmer und Herbert Wehner vom Parteivorstand der SPD teil. Wehner, selbst ehemaliger Kommunist, und Lichtenstein kannten sich seit Mitte der 1930er Jahre aus ihrer KPD-Tätigkeit.
Anlässlich der Beisetzung konstruierte das Nachrichtenmagazin Der Spiegel Beweggründe Lichtensteins für die Zonengrenze-Reportage und sprach von einem „Bewährungskommando“. Danach habe sich der zuletzt als Korrespondent in Bonn eingesetzte Journalist darüber beklagt, dass er wegen seiner kommunistischen Vergangenheit immer noch als politisch unzuverlässig angesehen werde. Sein Arbeitgeber solle seine Artikel nicht mehr abgedruckt und ihn als Repräsentanten der Westfälischen Rundschau am Regierungssitz für nicht mehr tragbar gehalten haben. Lichtenstein wurde mit den Worten zitiert: „Dann muss ich eben von Bonn wieder weg. Vielleicht sollte man einmal eine große Reportage über die Zonengrenze schreiben jetzt in dieser Zeit.“ Die Redaktion sei mit einem solchen Bewährungskommando, bei dem Lichtenstein seine antikommunistische Gesinnung beweisen konnte, einverstanden gewesen.

## Politische Reaktionen im Westen
Der Grenzzwischenfall fiel mitten in die Zeit des Kalten Krieges vor dem Einsetzen der Entspannungspolitik ab 1969. Daher wurde er vom Westen wie vom Osten politisch benutzt.
An der Stelle des Grenzzwischenfalls wurde auf westlicher Seite im Herbst 1961 durch einen Studienrat vom Gemeinschaftswerk Zonenrandhäuser e. V. das Lichtensteinkreuz als bescheidene Gedenkstätte angelegt (siehe Foto). Es bestand aus einem eingefassten hölzernen Kreuz. Eine daran angebrachte Tafel trug die Inschrift: „Ein Deutscher, von Deutschen erschossen Kurt Lichtenstein † 12.10.1961“.
Eine weitere erläuternde Blechtafel an der Gedenkstätte trug die Inschrift: „An dieser Stelle wurde am 12.10.1961 der Dortmunder Journalist Kurt Lichtenstein erschossen, weil er als Deutscher mit Deutschen drüben sprechen wollte.“
Zeitweise stand in den 1960er Jahren an der Todesstelle eine großflächige Tafel, die Studenten der Technischen Universität Braunschweig aufgestellt hatten. Sie trug die Aufschrift: „Hier wurde am 12. Okt. 1961 ein Deutscher von Deutschen auf Ulbrichts Befehl hinterhältig ermordet.“
Im Folgejahr 1962 wurde am 17. Juni, dem damaligen Tag der Deutschen Einheit, am Lichtensteinkreuz eine Kundgebung unter Teilnahme von rund 20.000 Menschen durchgeführt.
Im Westen hieß es in der Presse und in Regierungserklärungen, dass Empörung und Abscheu über diese Tat alle Deutschen erfülle. Es habe sich um einen brutalen Mord „sowjetzonaler Grenzpolizisten“ am Todesstreifen der „Zonengrenze“ und eine Verschleppung auf „sowjetzonales Gebiet“ gehandelt. Mit dem Ausdruck „Zonengrenze“ wurde damals die Grenze zur DDR bezeichnet, der ehemaligen sowjetischen Besatzungszone. Kurt Lichtenstein wurde zum Märtyrer der „Freien Welt“ stilisiert. Allseits wurde Achtung für den Journalisten gezeigt, der in Ausübung seines Berufs starb. Dabei galt Lichtenstein in der Bundesrepublik während der Adenauer-Ära in den 1950er Jahren als „ewiger Kommunist“. Mit staatlichen Behörden stritt er bis zu seinem Tod um eine Entschädigungszahlung für seine von den Nationalsozialisten wegen ihrer jüdischen Abstammung ermordeten Eltern. Nach seinem Tod wurde die Entschädigung seiner Familie plötzlich zuerkannt.

## Politische Reaktionen im Osten
Für den Osten war der Vorfall eine Grenzprovokation. Das SED-Zentralorgan Neues Deutschland titelte mit dem Wortlaut: „Provokateur verletzte Staatsgrenze der DDR“. Im DDR-Fernsehen berichtete Karl-Eduard von Schnitzler in der Sendung Der schwarze Kanal nach einer Woche über den Grenzvorfall. Laut Schnitzlers Kommentar sei Lichtenstein erschossen worden, weil er (wie bereits im spanischen Bürgerkrieg) feige geflüchtet sei.
Am Verlauf des Grenzzwischenfalls gab es aufgrund der Augenzeugenschilderungen von westlicher wie von östlicher Seite keinen Zweifel. Trotzdem kamen Gerüchte auf, dass Kurt Lichtenstein nicht (nur) wegen seiner Grenzverletzung getötet wurde. Einer Theorie nach, die vor allem seine Witwe vertrat, könnte es sich um eine Liquidierung an einem Ex-Kommunisten und Verräter auf Weisung der höchsten SED-Ebene gehandelt haben. Das Motiv dazu könnte darin gelegen haben, dass er ab 1950 der KPD abtrünnig war und sich nun journalistisch gegen die DDR betätigte. Lichtenstein war mit maßgeblichen Repräsentanten des DDR-Staates persönlich bekannt, etwa Erich Honecker, Kurt Hager, Wilhelm Pieck, Otto Grotewohl und Erich Mielke. Dies reichte bis in die KPD-Zeit in den 1930er Jahren zurück, mit der Ausbildung in der Sowjetunion, dem spanischen Bürgerkrieg und dem Widerstand gegen den Nationalsozialismus. Wie ablehnend er inzwischen seinen ehemaligen Genossen und dem Staat DDR gegenüber eingestellt war, verdeutlicht eine von ihm 1956 verfasste (aber nicht veröffentlichte) Erklärung. Demnach habe die SED, gestützt auf die Bajonette der Roten Armee, ein Regime des Terrors, der Willkür und Unterdrückung errichtet.
Ein Indiz für eine gezielte Tötung sei auch, dass Lichtensteins drei Tage zuvor in Lübeck begonnene Reportagereise in einem auffälligen Auto von DDR-Seite bemerkt worden sein muss. Über ihn sei man wegen seiner früheren KPD-Tätigkeit bestens informiert gewesen. Auffällig sei auch, dass sich weder in SED-Parteiarchiven noch in Stasi-Archiven Unterlagen zu diesem bedeutenden Grenzzwischenfall auffinden ließen. Nicht zuletzt wegen der Prominenz des Getöteten mit seinem kommunistischen Hintergrund wäre etwas anderes zu erwarten gewesen. Daher bestehe der Verdacht, dass diese Unterlagen beseitigt wurden.
Die strikte Ausübung des Schießbefehls gegen Lichtenstein könnte auch einen anderen Grund gehabt haben. Einen Tag zuvor war in diesem Abschnitt der Grenze ein LPG-Bauer in den Westen geflüchtet. Den Grenzsoldaten sei danach eingeschärft worden, bei einem weiteren illegalen Grenzübertritt konsequent von der Schusswaffe Gebrauch zu machen.

## Juristische Aufarbeitung
Der Fall Lichtenstein wurde noch 1961 bei der Zentralen Erfassungsstelle Salzgitter dokumentiert, wo er die erste erfasste Tötung war. Gegen die beiden namentlich bekannten Schützen, einer war zur Tatzeit erst 18 Jahre alt, erging 1964 Haftbefehl wegen Totschlags. 1991 erstattete die Witwe Lichtensteins Strafanzeige wegen der Tötung ihres Mannes gegen die beiden Grenzsoldaten, aber auch gegen Erich Honecker sowie andere hohe DDR-Funktionsträger wegen des Schießbefehls. Das Ermittlungsverfahren wurde aber bereits von der Berliner Staatsanwaltschaft (Arbeitsgruppe Regierungskriminalität) seit 1990 geführt.
1997 fand vor dem Landgericht Stendal ein Strafprozess gegen die zwei ehemaligen DDR-Grenzsoldaten statt, die 36 Jahre zuvor Kurt Lichtenstein erschossen hatten. Die Staatsanwaltschaft beantragte wegen Totschlags Bewährungsstrafen. Gemäß dem Plädoyer ihrer Anwälte wurden die Angeklagten freigesprochen. Laut dem Gericht ließ sich nicht mehr feststellen, wer die tödlichen Schüsse abgegeben hatte. Nach Feststellung des Gerichts hätten sie ohne Tötungsabsicht gehandelt und lediglich den Schießbefehl ausgeführt.

## Aktuelles Gedenken
Im September 2011 wurde die bisherige Gedenkstätte vollständig erneuert. Seither stehen dort ein großes Holzkreuz und eine ausführliche Informationstafel.
Die Gedenkstätte gehört zu den "offiziellen Erinnerungsorten", die aus verschiedenen Anlässen, wie den Jubiläen zum Mauerfall prominent aufgesucht werden.

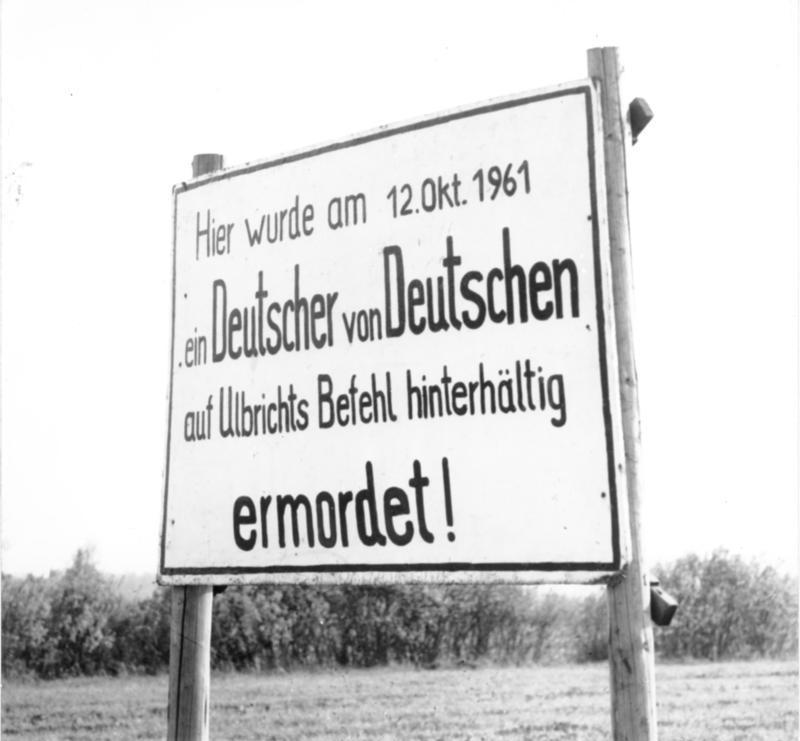
Gedenktafel von Studenten der Technischen Universität Braunschweig, 1961
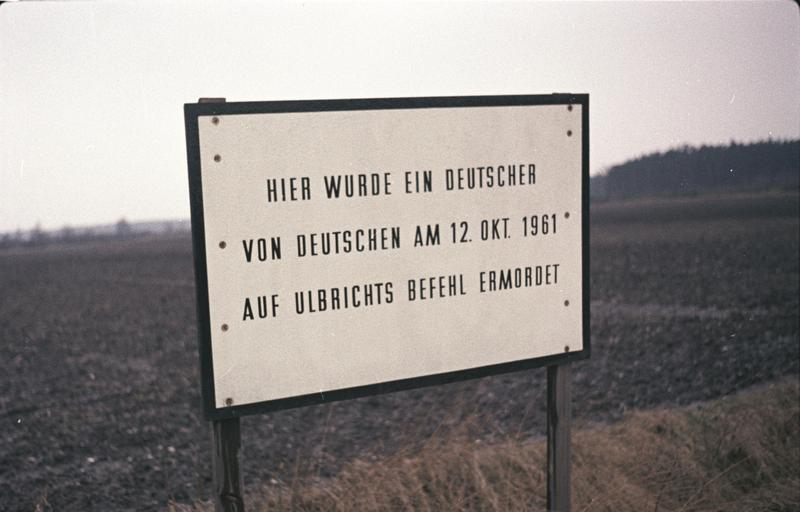
Schild, 1967
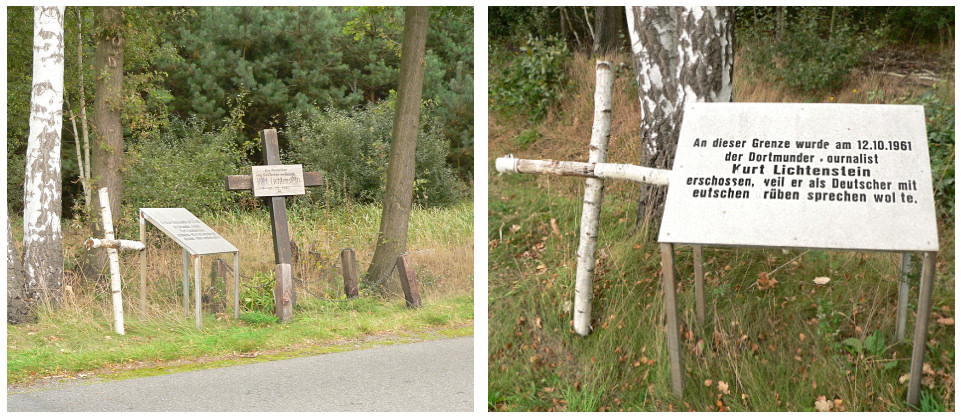
Gedenkstätte für Kurt Lichtenstein an der Kreisstraße 85 südlich von Zicherie bis September 2011
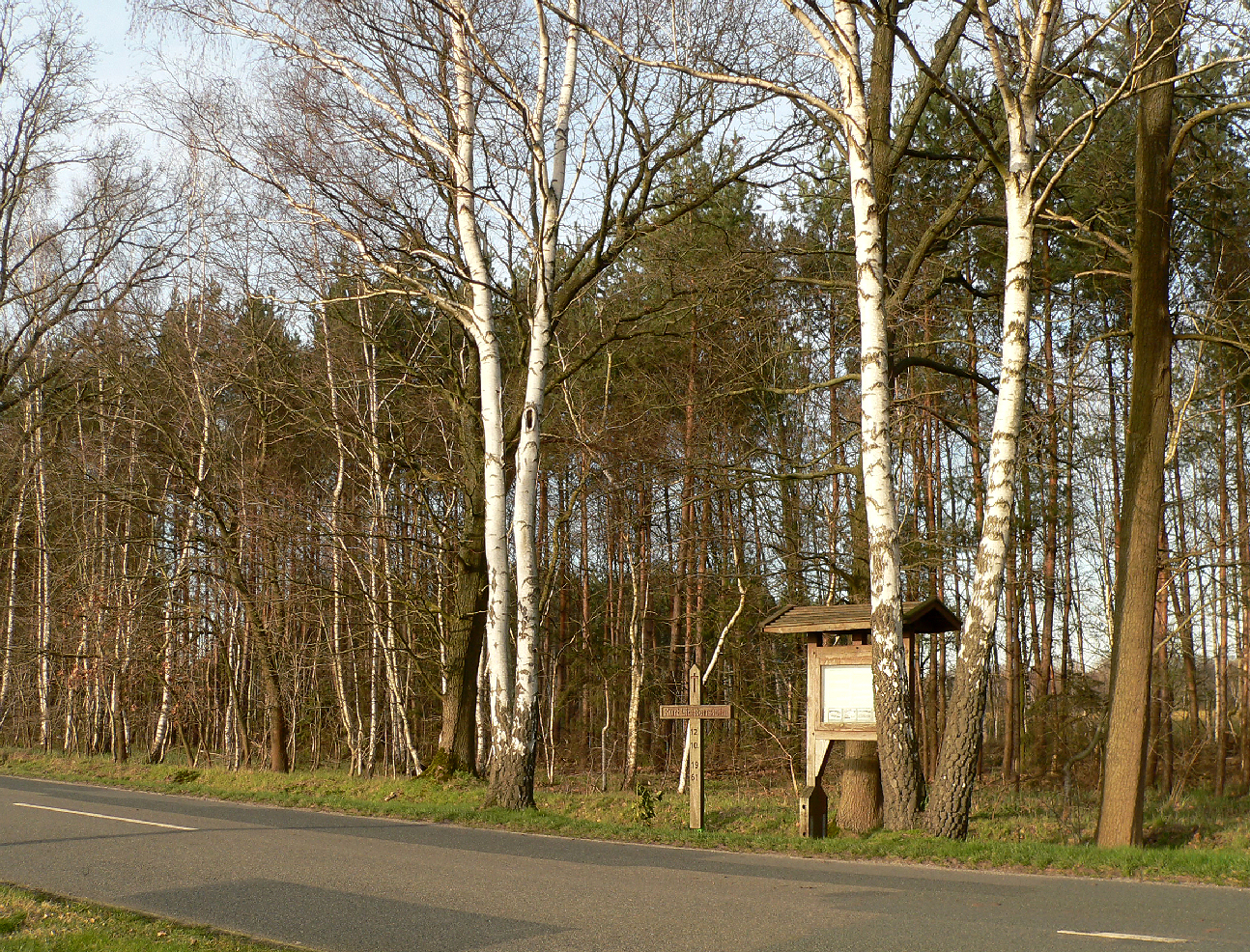
Die neu gestaltete Gedenkstätte mit dahinter liegendem, früheren Grenzverlauf, 2020

## Filme
- Dieser Mann und Deutschland, Fernsehfilm, 53 Minuten, Bundesrepublik Deutschland 1967, Regie: Hansjürgen Pohland und Heinz von Cramer, WDR. Film im Stil einer Reportage, mit geänderten Namen.[8][9]
- Der erste Todesschuss – Das rätselhafte Drama um Kurt Lichtenstein an der innerdeutschen Grenze, Dokumentarfilm, 45 Minuten, Deutschland 2011, Regie: Hans-Dieter Rutsch, im Auftrag von WDR und rbb, gefördert mit Mitteln der Bundesstiftung zur Aufarbeitung der SED-Diktatur, Redaktion: Beate Schlanstein (WDR), Jens Stubenrauch (rbb)